# Conus attenuatus
Conus attenuatus är en snäckart som beskrevs av Reeve 1844. Conus attenuatus ingår i släktet Conus och familjen kägelsnäckor. Inga underarter finns listade i Catalogue of Life.

## Bildgalleri

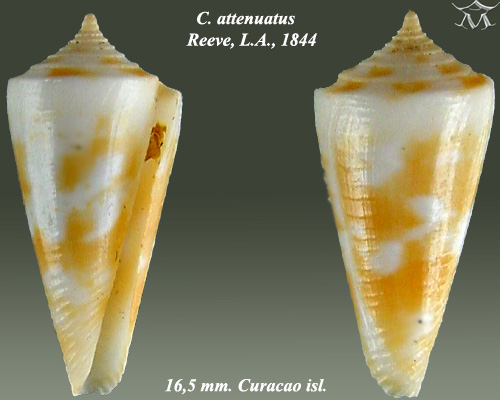
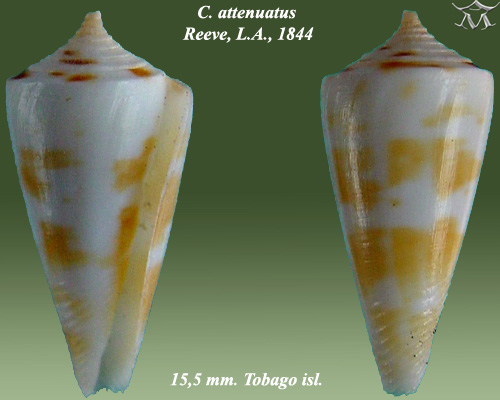